# Jimaguayú
Jimaguayú è un comune di Cuba, situato nella provincia di Camagüey.